# Squier
V.C. Squier Company var en amerikansk tillverkare av strängar och tillverkade strängar till fioler, banjor och gitarrer. Företaget grundades 1890 av Victor Carroll Squier i Battle Creek i Michigan i USA. 1965 såldes företaget till Fender och 1975 slutade man använda varumärket, men 1982 återupptog Fender användningen av varumärket Squier på lågprisversionerna av sina gitarrer. Squiergitarrer tillverkas i Japan, Korea, Indien, Indonesien, Kina, och under åren 1989—1990 även i USA och Mexico.

## Historia

### V.C. Squier Company (1890–1975)
Jerome Bonaparte Squier var en ung engelsk immigrant som anlände till Battle Creek i Michigan i USA, i slutet av 1800-talet. Han var jordbrukare och skomakare som hade lärt sig den europeiska konsten att tillverka fioler. Han flyttade till Boston 1881, där han tillverkade och reparerade fioler tillsammans med sin son Victor Carroll Squier. Deras fioler är fortfarande kända för sitt exceptionella lackarbete och betingar höga priser på amerikanska instrumentauktioner. J.B. Squier rankas som en av de mest kända USA-lärda fioltillverkarna och kallas ofta den amerikanska Stradivarius.
Victor Carrol Squier återvände till Battle Creek där han öppnade en egen verkstad 1890. Hans företag växte och så småningom blev det känt som den berömda "fiolfabriken" i Battle Creek. Efter hand mättades marknaden i staden men han kom då på idén att samarbeta med nationella amerikanska musikskolor och kända violinister.
Till år 1900 tillverkades de bästa fiolsträngarna i Europa. Victor Squier började då tillverka egna handspunna fiolsträngar och hans verksamhet växte så pass snabbt att hans anställda byggde om en trampsymaskin som dagligen kunde producera 1000 identiskt spunna strängar. Squier fiolsträngar, banjosträngar och gitarrsträngar blev kända över hela USA och speciellt bland musikstudenter på grund av sitt låga pris.
I mitten av 1930-talet började Squier tillverka strängar till den nya generationens elektriska instrument, men företaget sålde också pianon, radioapparater och grammofonskivor.
Squire började redan på 1950-talet ett partnerskap med den amerikanska stränginstrumenttillverkaren Fender då V.C. Squier Company försåg uppfinnaren och investeraren Leo Fender med strängar till hans nya och ovanliga elektriska gitarrer och 1963 blev man Fenders officiella komponenttillverkare. Två år senare, i början av 1965, köpte Fender företaget V.C. Squier och kort därefter samma år köptes Fender av den amerikanska mediekoncernen CBS. I mitten av 1970-talet slutade man använda namnet Squier och strängarna kallades Fender istället.

### Squier by Fender (1982–)
Innan Fender introducerade Squier som ett gitarrvarumärke 1982, tillverkades lågprisgitarrer såsom Fenders Lead-serie på deras egen fabrik i Fullerton i Kalifornien och de hade aldrig tillverkat några lågprisversioner av sina egna volymmodeller Stratocaster och Telecaster utan alltid använt en unik design för sina lågprismodeller.
I slutet av 1970-talet och i början av 1980-talet ökade konkurrensen på lågprisgitarrer tillverkade i Japan. De dyrare Fendergitarrerna var tillverkade i USA och kunde inte konkurrera med de japanska Fenderkopiorna. Vid denna tid var lönerna och därmed produktionskostnaderna mycket lägre i Japan än i USA, så för att kunna konkurrera med de japanskbyggda kopiorna flyttade Fender produktionen av sina lågprismodeller till Japan.
Fender tappade också marknadsandelar i Japan till japanska gitarrvarumärken såsom Tōkai Gakki, Greco guitars och Fernandes Guitars och etableringen av Fender Japan skulle stärka försäljningen av Fender såväl i Japan som i USA. Fender inledde förhandlingar med ett flertal japanska instrumentdistributörer och nådde till slut ett avtal med Yamano Gakki och Kanda Shokai för att etablera Fender som varumärke i Japan. Detta samarbete fortsatte fram till den 1 april 2015, då Fender själva tog över verksamheten i Japan.
Yamano Gakki var kända för att tidigare ha varit en del av Epiphone Japan. Kanda Shokai ägde varumärket Greco och ett av förbehållen i Fenders japanska avtal var att Kanda Shokai skulle upphöra med produktionen av sina Greco Fenderkopior. Detta avtalet var fördelaktigt för båda parter, då Grecos Fenderkopior försvann från den japanska marknaden, där de såldes till mycket lägre priser än amerikansktillverkade Fenders och för Kanda Shokai var det också fördelaktigt då han nu fick distribuera japansktillverkade Fendergitarrer i Japan. Fortsatta förhandlingar mellan Fender och de japanska gitarrtillverkarna ägde rum och Tōkai var mycket intresserade att börja bygga Fenders gitarrer i Japan, men förhandlingarna bröt samman och till slut skrevs istället ett avtal med FujiGen Gakki.
De första japanskbyggda modellerna av Fenders ny gitarrvarumärke Squier släpptes på marknaden i mars 1982 och blev kända som Squier JV ("Japanese Vintage"). Ganska snart efter introduktionen ändrades logotypen till en större Squierlogo, med det numera välkända tillägget "by Fender". Squier JV-modellerna tillverkades till slutet av 1984 och är idag eftersökta bland samlare på grund av sin höga kvalité.
Efter hand flyttade produktionen till andra länder i Asien, såsom Korea, Kina och Indonesien, för att senare även tillverkas i Mexico, Indien och USA.